# La rivière du hibou
La rivière du hibou is een Franse korte film uit 1962, gebaseerd op het verhaal An Occurrence at Owl Creek Bridge van Ambrose Bierce. De film werd geregisseerd door Robert Enrico en geproduceerd door Marcel Ichac en Paul de Roubaix. De film werd ook gebruikt voor een aflevering van de Amerikaanse televisieserie The Twilight Zone.

## Verhaal
Tijdens de Amerikaanse Burgeroorlog staat een gevangene genaamd Peyton Farquhar op het punt geëxecuteerd te worden middels ophanging aan de Owl Creek brug.
Terwijl hij van de brug valt met de strop om zijn nek, breekt het touw. Peyton valt in het water, waar hij zichzelf weet los te maken. Hij zwemt weg terwijl de soldaten vanaf de brug proberen hem neer te schieten. Geen van de kogels raakt zijn doel. Peyton belandt ongedeerd thuis, waar hij zijn vrouw en kind ziet. Zijn vrouw en hij rennen elkaar tegemoet, maar voor ze elkaar in de armen kunnen vallen wordt Peyton achteruit getrokken alsof er een onzichtbare strop om zijn nek zit.
In de slotscène ziet men Peyton aan de brug hangen. Zijn hele ontsnapping was slechts zijn fantasie.

## Rolverdeling
| Acteur               | Personage       |
| -------------------- | --------------- |
| Roger Jacquet        | Peyton Farquhar |
| Anne Cornaly         | Mrs. Farquhar   |
| Anker Larsen         |                 |
| Stéphane Fey         | Union Soldier   |
| Jean-François Zeller |                 |
| Pierre Danny         |                 |
| Louis Adelin         |                 |

## Achtergrond
Twee jaar na uitkomst werd de film uitgezonden op de Amerikaanse televisie als aflevering van The Twilight Zone. Producer William Froug zag de film en besloot de rechten erop te kopen voor de serie. De transactie kostte The Twilight Zone 10.000 dollar, significant minder dan het gemiddelde budget van 65.000 dollar dat per aflevering beschikbaar was.
Voor de uitzending in de Twilight Zone werden wel wat aanpassingen aangebracht. De dialogen werden nagesynchroniseerd in het Engels en de titel werd veranderd naar An Occurrence at Owl Creek Bridge, gelijk aan de titel van het verhaal waar de film op was gebaseerd. Ook werden aan het begin en einde van de film dialogen van Rod Serling toegevoegd. In zijn introdialoog doorbrak Rod Serling de vierde wand nog meer dan hij normaal al deed door de kijkers duidelijk te informeren dat deze aflevering eigenlijk een korte film is die niet in Amerika is opgenomen.

## Prijzen en nominaties
- In 1962 won de film de eerste prijs voor beste korte film op het Filmfestival van Cannes.
- In 1963 won de film de Academy Award voor “Live Action Short Film”.